# Mico emiliae
Mico emiliae é um primata do Novo Mundo endêmico da Amazônia brasileira. Já foi considerado como uma variedade escura de Mico argentatus. Ocorre no sul do Pará e norte do Mato Grosso.

## Distribuição Geográfica
Mico emiliae é endêmico do Brasil, ocorrendo nos estados do Mato Grosso e Pará. Sua distribuição está associada às margens dos rios Iriri, Peixoto de Azevedo e Teles-Pires, com registros ao sul do rio Iriri e na margem esquerda do rio São Benedito. O limite sul conhecido é o município de Cláudia (MT), e o rio Teles-Pires pode marcar sua fronteira ocidental.

## Conservação
As principais ameaças ao Mico emiliae incluem desmatamento, expansão agrícola e pecuária, além da construção de rodovias e usinas hidrelétricas, especialmente no Mato Grosso. A perda de habitat devido ao avanço do arco do desmatamento na Amazônia tem reduzido significativamente suas áreas de ocorrência (INPE, 2023; MMA, 2022). A fragmentação florestal também aumenta a vulnerabilidade da espécie à predação e reduz a disponibilidade de recursos essenciais para sua sobrevivência (IUCN, 2023).